# Doroteusz (Polikandriotis)
Doroteusz, imię świeckie Stawros Polikandriotis (ur. 1953 na wyspie Mykonos) – duchowny Greckiego Kościoła Prawosławnego, od 2001 metropolita Siros, Tinos, Andros, Kei i Melos.

## Życiorys
17 lipca 1977 przyjął stan mniszy i 31 lipca został wyświęcony na diakona. Święcenia kapłańskie przyjął 20 sierpnia 1978. Chirotonię biskupią otrzymał 16 grudnia 2001.